# Arrest P. tegen S.
P. tegen S. is een arrest van het Hof van Justitie van de Europese Gemeenschappen van 30 april 1996 (zaak C-13/94) inzake een verzoek om een prejudiciële beslissing uit het Verenigd Koninkrijk over de gelijke behandeling van mannen en vrouwen.

## Casus en procesverloop
P. werkte als manager bij een onderwijsinstelling, die ten tijde van de feiten werd beheerd door de Cornwall County Council. Een jaar na haar aanstelling werd S., studieleider en directeur algemeen beheer en financiën van de instelling, door P. in kennis gesteld van haar voornemen een geslachtsverandering te ondergaan. Het proces dat uiteindelijk de geslachtsverandering tot gevolg moest hebben hield in dat P. zich gedurende een periode kleedde en leefde als een vrouw en vervolgens een aantal chirurgische ingrepen zou ondergaan om P. de fysieke kenmerken van een vrouw te geven.
Begin september 1992, ongeveer een half jaar na de mededeling en na enkele kleine ingrepen te hebben ondergaan, ontving P. een aanzegging van ontslag per 31 december 1992. De definitieve chirurgische ingreep vond plaats voor het daadwerkelijke ontslag, maar na de aanzegging.
S. en de Cornwall County beweren dat P. is ontslagen wegens een overschot aan personeel. P. stelt beroep in bij het Industrial Tribunal op grond dat zij slachtoffer is van discriminatie op grond van geslacht. Volgens de verwijzingsbeschikking van het Industrial Tribunal was P.'s voornemen om een geslachtsverandering te ondergaan inderdaad de werkelijke ontslaggrond. Het industrial Tribunal stelt echter vast dat in een dergelijke situatie door de Sex Discrimination Act van 1975 niet wordt voorzien, daar het enkel voorziet in situaties waarin een persoon verschillend wordt behandeld op grond van het feit dat hij of zij tot het mannelijke dan wel het vrouwelijke geslacht behoort. Naar Engels recht is P. nog steeds een man. De verwijzende rechter vraagt zich af of richtlijn 76/207/EEG op de casus van toepassing is.

## Beoordeling door het Hof
De regering van het Verenigd Koninkrijk en de Commissie betogen dat een ontslag op grond van iemands hoedanigheid van transseksueel of wegens een geslachtsverandering geen discriminatie op grond van geslacht oplevert. Hiertoe voert de regering van het Verenigd Koninkrijk aan dat P. ook zou zijn ontslagen als zij als vrouw een geslachtsveranderende operatie had ondergaan.
Volgens de richtlijn houdt het beginsel van gelijke behandeling van mannen en vrouw in de uitsluiting "van iedere vorm van discriminatie op grond van geslacht" en geeft het aldus uitdrukking aan het gelijkheidsbeginsel.
Het Hof oordeelt:

19. Zoals voorts het Hof reeds herhaaldelijk heeft vastgesteld, is het recht om niet op grond van zijn geslacht te worden gediscrimineerd, een van de fundamentele rechten van de mens, waarvan het Hof de eerbiediging dient te verzekeren (...). 
20. Het toepassingsgebied van de richtlijn kan dan ook niet worden beperkt tot discriminaties verband houdend met het behoren tot het ene dan wel het andere geslacht. Gelet op haar doelstelling en op de aard van de rechten die zij beoogt te beschermen, dient de richtlijn ook toepassing te vinden bij discriminaties die, zoals in casu, berusten op de geslachtsverandering van de betrokkene. 
21. Dergelijke discriminaties zijn immers voornamelijk zo niet uitsluitend gebaseerd op het geslacht van de belanghebbende. Wanneer iemand dus wordt ontslagen op grond dat hij/zij een geslachtsverandering wenst te ondergaan of heeft ondergaan, wordt hij/zij slechter behandeld dan degenen die behoren tot het geslacht waartoe hij/zij voor die operatie werd geacht te behoren. 
22. Door een dergelijke discriminatie te gedogen, zou afbreuk worden gedaan aan het respect voor de waardigheid en de vrijheid, waarop de betrokkene recht heeft en dat het Hof dient te beschermen.

## Conclusie
Uit P. tegen S. volgt dat de gelijke behandeling van mannen en vrouwen niet alleen betekent dat geen onderscheid mag worden gemaakt op grond van het feit dat een persoon ofwel tot het mannelijke ofwel tot het vrouwelijke geslacht behoort, maar dat het beginsel algemener inhoudt dat geen onderscheid mag worden gemaakt op een grond verband houdend met iemands geslacht.